# Riserva naturale guidata della Scanuppia
La riserva naturale guidata della Scanuppia è un'area naturale protetta del Trentino-Alto Adige istituita nel 1992.
Occupa una superficie di 528,52 ha nella Provincia autonoma di Trento.
La fauna è piuttosto variegata, con la presenze di specie come cervo e capriolo per i mammiferi. Per quanto riguarda l'avifauna troviamo molte specie di cincia, come la cincia mora, la cinciarella, la cincia dal ciuffo e la cincia alpestre, inoltre è rinomata per i lek del gallo cedrone.